# Кльонова Марія Василівна
Марія Василівна Кльонова (рос. Мария Васильевна Клёнова, 1898 - 1976) - російська геологиня, доктор геолого-мінералогічних наук, одна із засновниць морської геології в СРСР.

## Біографія
Марія Василівна Кльонова народилася 31 липня (12 серпня) 1898 в Іркутську в родині робітника, Василя Дмитровича, і фельдшерки, Раїси Наумівни.
З 1925 року працювала старшою науковою співробітницею Інституту океанології Академії наук СРСР.
У 1937 році Марію Кльонову затвердили в званні професорки в області геології моря і постановою Вищої Атестаційної Комісії від 11 травня 1937 року їй було присвоєно вчений ступінь докторки геолого-мінералогічних наук без захисту дисертації. На основі своїх досліджень вона розробила методику складання ґрунтових карт морів. За цією методикою і під керівництвом М. В. Кльонової було складено понад 150 ґрунтових карт для Баренцового, Білого, Каспійського та інших морів.
Під час війни працювала начальницею Відділення геології моря Морського відділу Державного гідрологічного інституту ДУГМС ЧА. Під керівництвом М. В. Кльонової було складено близько 200 спеціальних карт і атласів для військово-морського флоту. Вона неодноразово виїжджала на Північний і Чорноморський флоти, де працювала над складанням посібників, читала лекції підводникам.
М. В. Кльонова брала участь у багатьох морських експедиціях АН СРСР: на Каспій, в Арктику (Нова Земля, Шпіцберген, Земля Франца-Йосифа), брала участь і в Першій радянській антарктичній експедиції. Вона проводила дослідження осадових порід в річках, морях і океанах, і вважається засновником російської морської геології.
У 1948 році М. В. Кльонова випустила перший підручник з геології моря.
М. В. Кльонова - провела 4 дні на дрейфуючій кризі, вона була першою жінклю на дрейфуючій станції «Північний полюс-4».
У 1960 році вийшла монографія по геології Баренцового моря. У 1975 році - по геології Атлантичного океану.
Марія Василівна Кльонова померла в Москві 6 серпня 1976 року.

## Родина
- Сестра — Єлена Василівна Кльонова, лікар.
- Муж — Леонід Васильович Пустовалов (1902—1970), мінералог.

## Нагороди
- 1943 - Орден Трудового Червоного Прапора за вивчення морських ґрунтів і створення наукової дисципліни «геологія моря»[7].
- 1951 - Орден Леніна
- 1962 - Премія імені І. М. Губкіна як провідним авторам за монографію «Геологічна будова підводного схилу Каспійського моря» (у співавторстві з Соловйовим В. Ф. і Скорняковою Н. С.)[8]
- 1969 - звання Заслужений діяч науки і техніки РРФСР
- 1975 - Орден «Знак Пошани»

## Членство в організаціях
- з 1941 - Комуністична партія СРСР
- Московське товариство випробувачів природи

## Пам'ять
В її пам'ять були названі:
- долина Кльонової (Klenova valley[9]) — океанська впадина на півночі від Гренландії, відкрита гідрографічною експедицією Північного флоту в 1981 - 1983 роках. Координати:85°19′ пн. ш. 45°50′ зх. д. / 85.317° пн. ш. 45.833° зх. д.[10];
- гора Кльонової (Klenova seamount) - підводна гора в 450 км на схід від бразильського міста Салвадор. Координати: 13°01′ пд. ш. 34°15′ зх. д. / 13.017° пд. ш. 34.250° зх. д.[11];
- кратер Кльонова (Klenova crater) - ударний кратер на планеті Венера[12];
- навчально-виробниче судно «Професор Кльонова» (Мурманськ) - побудований в НДР в 1979 році, експлуатувалося до 2004 року, розібрано в Індії[13].